# Burg Entenburg
Die Burg Entenburg, früher auch hus zu Pforren genannt, ist eine ehemalige Wasserburg nahe der Donau in Pfohren, einem Ortsteil der Stadt Donaueschingen im Schwarzwald-Baar-Kreis in Baden-Württemberg. Sie befindet sich auf rund 686 m ü. NN.

## Geschichte
Die Burg wurde vor 1471 von Graf Heinrich VI. von Fürstenberg erbaut und als „hus zu Pforren“ 1471 erwähnt. Prominentester Gast war Kaiser Maximilian I. Der Chronist Heinrich Hug berichtet, dass der Name Entenburg vom Kaiser stammen soll: …da belaib er drei tag by graff Wollfen im schlos und gab der burg den namen Enthaburg. Noch ein zweites Mal, nämlich 1510, kam der Kaiser nach Pfohren und urkundete am 23. Oktober ein Schreiben unter der Angabe en notre logis de Entbourch. Die Fürstenberger hatten 1488 von der Witwe Barbara von Habsberg Donaueschingen gekauft und bevorzugten von da an das Schloss Donaueschingen.
Ab 1567 bzw. 1568 wurde die Burg als Zehntscheune genutzt. 1871 wurde sie vollständig umgebaut.
Von der Burg mit vier Ecktürmen und quadratischem Aufbau fehlt heute der Graben. Die Burg wurde von 1987 bis 1989 von Ralf und Anne Röver aus Überlingen in enger Absprache mit dem Denkmalamt Freiburg behutsam restauriert. Wie im oberen Bild zu sehen, wurde die Entenburg häufig mit vier einzelnen Türmen dargestellt. Es ist allerdings sehr strittig, ob es tatsächlich jemals diese vier einzelnen Türme gab. Das gesamte Erscheinungsbild blieb erhalten. Sie ist in Privatbesitz und beherbergte im Vorbesitz ein Antiquariat.

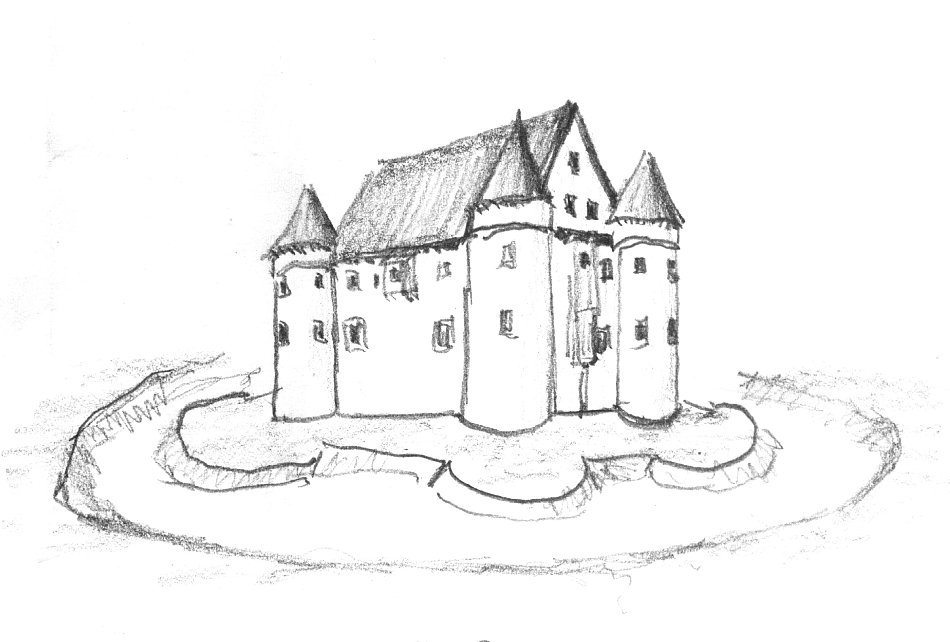
Rekonstruktion

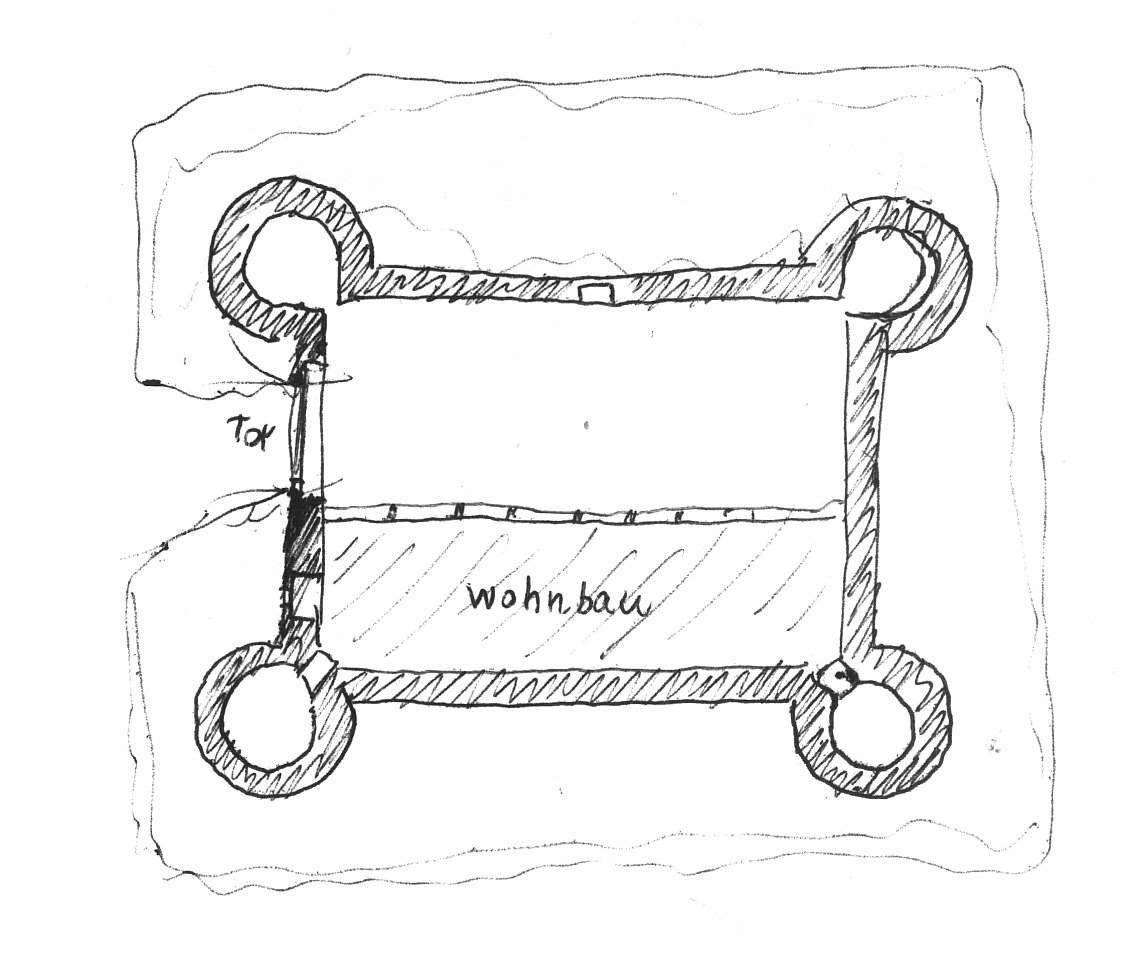
Grundriss

## Sage
Kaiser Karl der Dicke soll hier auf der Entenjagd im Sumpf umgekommen sein und deshalb als Schnufer (Schnaufer) nachts zu hören sein. Er verstarb jedoch bei Neudingen.